# Liste der Dneprbrücken
Die Liste der Dneprbrücken nennt Brücken, die den Dnepr überqueren, der auf russisch Днепр, auf belarussisch Дняпро Dnjapro und auf ukrainisch Дніпро Dnipro genannt wird. Die Stauseen, die in der Ukraine einen großen Teil des Flusslaufs einnehmen, sind durch grüne Zeilen markiert. Über ihre Staumauern führen ebenfalls Straßen und teilweise auch Gleise. Die Brücken sind flussabwärts sortiert.

## Russland
| Bild             | Name                                   | offizieller Name          | Ort / Lage                                   | Verkehrsweg      | Eröffnung        | Anmerkung | Koordinaten                      |
| Russland (Dnepr) | Russland (Dnepr)                       | Russland (Dnepr)          | Russland (Dnepr)                             | Russland (Dnepr) | Russland (Dnepr) | Russland (Dnepr)                                                                                                | Russland (Dnepr)                 |
| ---------------- | -------------------------------------- | ------------------------- | -------------------------------------------- | ---------------- | ---------------- | --- | -------------------------------- |
|                  | Durchlass bei Bolschewo                |                           | Bolschewo – Domashenka Болшево – Домашенка   | Straße           |                  | Zwei Wellblech-Durchlässe                                                                                       | 55° 44′ 12″ N, 33° 49′ 45,6″ O   |
|                  | Steg bei Bolschewo                     |                           | Bolschewo – Domashenka Болшево – Домашенка   | Weg              |                  | Hölzerner Steg                                                                                                  | 55° 44′ 8,6″ N, 33° 50′ 25,8″ O  |
|                  | Stepankowobrücke                       |                           | Stepankowo Степанково                        | Straße           |                  | Zweispurige Balkenbrücke mit 3 Feldern                                                                          | 55° 44′ 8,6″ N, 33° 53′ 30,8″ O  |
|                  | Neronovobrücke                         |                           | Neronovo Нероново                            | Straße           |                  | Zweispurige Balkenbrücke                                                                                        | 55° 42′ 3″ N, 33° 52′ 51″ O      |
|                  | Sleptsovobrücke                        |                           | Sleptsovo Слепцово                           | Weg              |                  | Fußgängerbrücke                                                                                                 | 55° 40′ 4,5″ N, 33° 51′ 10″ O    |
|                  | Anosovskogo Lnozavodabrücke            |                           | Anosovskogo Lnozavoda Аносовского Льнозавода | Straße           |                  | Zweispurige Balkenbrücke; Länge 60 m                                                                            | 55° 38′ 19,3″ N, 33° 49′ 21,8″ O |
|                  | Nachimowskojebrücke                    |                           | Nachimowskoje Нахимовское                    | Straße           |                  | Zweispurige Balkenbrücke mit 5 Feldern; Länge 90 m                                                              | 55° 31′ 47″ N, 33° 44′ 48,2″ O   |
|                  | Gluschkovobrücke                       |                           | Gluschkowo – Fedurkino Глушково – Федуркино  | Straße           |                  | Zweispurige Balkenbrücke mit 4 Feldern; Länge 70 m                                                              | 55° 31′ 48,2″ N, 33° 33′ 56,5″ O |
|                  | Kazarinovobrücke                       |                           | Kazarinovo Казариново                        | Straße           |                  | Zweispurige Balkenbrücke mit 3 Feldern; Länge 70 m                                                              | 55° 29′ 28″ N, 33° 33′ 59″ O     |
|                  | Autobahnbrücke M1                      |                           | Prudki Прудки                                | Straße           |                  | Zweispurige Balkenbrücke mit 7 Feldern; Länge 220 m. An der Autobahn M1.                                        | 55° 11′ 0,5″ N, 33° 28′ 36,8″ O  |
|                  | Eisenbahnbrücke Nikulino               |                           | Nikulino Никулино                            | Schiene          |                  | Zweigleisige Fachwerkbrücke mit 3 Fachwerk- und 3 Balkenfeldern; Länge 242 m; auf der Strecke Warschau – Moskau | 55° 8′ 50,7″ N, 33° 27′ 28,4″ O  |
|                  | Hängebrücke beim Kraftwerk             |                           | Werchnedneprowski Верхнеднепровский          | Weg              |                  | Fußgänger-Hängebrücke; Länge ~65 m, beim Kraftwerk und Smolenskring                                             | 54° 59′ 30,9″ N, 33° 22′ 40″ O   |
|                  | Polibinobrücke                         |                           | Polibino – Eliseenki Полібино – Єлисеєнки    | Straße           |                  | Zweispurige Balkenbrücke mit 8 Feldern; Länge 95 m. Nahe bei der Stickstoffdüngerfabrik PJSC Dorogobusch        | 54° 56′ 19″ N, 33° 25′ 38″ O     |
|                  | Neue Brücke – Umgehungsstraße          |                           | Dorogobusch Дорогобу́ж                        | Straße           | 1997             | Zweispurige Balkenbrücke; Länge 305 m                                                                           | 54° 55′ 17″ N, 33° 19′ 30″ O     |
|                  | Alte Brücke                            |                           | Dorogobusch Дорогобу́ж                        | Straße           |                  | Zweispurige Balkenbrücke; Länge 195 m                                                                           | 54° 55′ 2″ N, 33° 17′ 54″ O      |
|                  |                                        |                           | bei Voinovshchina Войновщина                 | Straße           |                  | Brücke in einer Landstraße; Länge ~ 55 m                                                                        | 55° 0′ 47,5″ N, 33° 1′ 15″ O     |
|                  | Brücke bei Solov'evo                   |                           | Solov'evo Соловьево                          | Straße           | 1970             | Zweispurige Balkenbrücke mit 5 Feldern; Länge 216 m                                                             | 54° 55′ 26″ N, 32° 43′ 45″ O     |
|                  | Eisenbahnbrücke bei Pridneprovskaya    |                           | bei Pridneprovskaya Приднепровская           | Schiene          |                  | Fachwerkbrücke; Länge 140 m                                                                                     | 54° 44′ 27″ N, 32° 31′ 56,6″ O   |
|                  | Eisenbahnbrücke bei Bahnhof Pl. 368 Km |                           | bei Vysokoe Высокое                          | Schiene          |                  | Fachwerkbrücke                                                                                                  | 54° 44′ 6″ N, 32° 13′ 31″ O      |
|                  | Brücke in der Umgehungsstraße P-120    |                           | bei Smolensk                                 | Straße           | ~1980            | Vierspurige Balkenbrücke mit 5 Feldern; Länge 190 m                                                             | 54° 45′ 3,4″ N, 32° 12′ 44″ O    |
|                  | Rohrleitungsbrücke                     |                           | Smolensk                                     |                  |                  | Heizungs-Rohrleitung-Hängebrücke; Länge 134 m                                                                   | 54° 47′ 56,6″ N, 32° 8′ 6,4″ O   |
|                  | Brücke in der Ul. Stepana Razina       |                           | Smolensk                                     | Straße           | 1978             | Vierspurige Spannbetonbrücke; Länge 210 m                                                                       | 54° 47′ 42,5″ N, 32° 4′ 6″ O     |
|                  | Brücke an der Ul. Bielajewa            |                           | Smolensk                                     | Straße           |                  | Spannbetonbrücke                                                                                                | 54° 47′ 30″ N, 32° 3′ 0,5″ O     |
|                  |                                        |                           | Smolensk                                     | Straße           | 2013             | Fußgänger-Hängebrücke                                                                                           | 54° 47′ 30″ N, 32° 2′ 59,6″ O    |
|                  | Brücke in der Dserschinski-Straße      | мост в улица Дзержинского | Smolensk                                     | Straße           | 1960             | Vierspurige Stahlbeton-Sprengwerkbrücke; Länge 166 m                                                            | 54° 47′ 31″ N, 32° 2′ 11,5″ O    |
|                  |                                        |                           | Gnesdowo Гнёздово                            | Straße           | 1997             | Zweispurige Balkenbrücke mit 5 Feldern im Zuge der südwestlichen Umgehung von Smolensk; Länge 190 m             | 54° 46′ 0,6″ N, 31° 50′ 15″ O    |
|                  |                                        |                           | bei Gusino                                   | Straße           | 1966             | Zweispurige Vollwandträger-Balkenbrücke mit 5 Feldern; Länge 160 m                                              | 54° 42′ 12,7″ N, 31° 22′ 42″ O   |

## Belarus
| Bild              | Name                         | offizieller Name  | Ort / Lage                                         | Verkehrsweg       | Eröffnung         | Anmerkung | Koordinaten                      |
| Belarus (Dnjapro) | Belarus (Dnjapro)            | Belarus (Dnjapro) | Belarus (Dnjapro)                                  | Belarus (Dnjapro) | Belarus (Dnjapro) | Belarus (Dnjapro) | Belarus (Dnjapro)                |
| ----------------- | ---------------------------- | ----------------- | -------------------------------------------------- | ----------------- | ----------------- | --- | -------------------------------- |
|                   | Bahnhofstraßenbrücke         |                   | Dubrouna Дуброўна                                  | Straße            | 2009              | Zweispurige Balkenbrücke; Länge 196 | 54° 34′ 32,5″ N, 30° 40′ 49″ O   |
|                   | M8-Brücke                    |                   | bei Orscha Орша                                    | Straße            | 1981              | Balkenbrücke mit 6 Feldern; Länge 198 m | 54° 32′ 42″ N, 30° 27′ 52″ O     |
|                   | Komsomolskaja-Brücke         |                   | Orscha Орша                                        | Straße            | 1957              | Vollwandträgerbrücke; Länge 197 m | 54° 30′ 24″ N, 30° 25′ 46″ O     |
|                   | Juryja-Babkova-Brücke        |                   | Orscha Орша                                        | Straße            |                   | Balkenbrücke 5 Feldern; Länge 230 m | 54° 28′ 51″ N, 30° 23′ 57″ O     |
|                   | Eisenbahnbrücke Orscha       |                   | Orscha Орша                                        | Schiene           |                   | Fachwerkbrücke mit 3 Feldern; Länge 200 m | 54° 28′ 51″ N, 30° 23′ 57″ O     |
|                   | Kopys-Brücke                 |                   | Aleksandriya – Kopys Александрыя – Копысь          | Straße            | 2007              | Zweispurige Vollwandträger-Balkenbrücke mit 3 Feldern; Länge 160 m                                                                               | 54° 19′ 10″ N, 30° 16′ 52,6″ O   |
|                   | Schklou-Brücke               |                   | Schklou Шклоў                                      | Straße            | 1962              | Zweispurige Stahlbeton-Balkenbrücke mit 10 Feldern; Länge 292 m                                                                                  | 54° 12′ 22,8″ N, 30° 18′ 25″ O   |
|                   | Umgehungsstraßenbrücke       |                   | Mahiljou Магілёў                                   | Straße            | 1997              | Zweispurige Umgehungsstraße P123; Vollwandträgerbrücke; Länge 290 m                                                                              | 53° 58′ 50″ N, 30° 23′ 41″ O     |
|                   | Eisenbahnbrücke Mahiljou     |                   | Mahiljou Магілёў                                   | Schiene           | 1936              | Fachwerkbrücke mit 2 Feldern; Länge 270 m | 53° 53′ 40″ N, 30° 22′ 53,7″ O   |
|                   | Brücke in der Karaliova Str. |                   | Mahiljou Магілёў                                   | Straße            | 1996              | Vierspurige Stahlbetonbalkenbrücke; Länge 380 m                                                                                                  | 53° 53′ 27,6″ N, 30° 22′ 30,7″ O |
|                   | Dneprbrücke                  | Днепровский мост  | Mahiljou Магілёў                                   | Straße            | 1959 2016         | Traditioneller Name der vormals einzigen Brücke am Ort. Brücke im Zuge des Puschkin-Prospekts. 2016 erneuert und verbreitert.                    | 53° 53′ 31,7″ N, 30° 19′ 46,7″ O |
|                   | Schmidtbrücke                | мост имени Шмидта | Mahiljou Магілёў                                   | Straße            | 1967              | Spannbetonbrücke mit 7 Öffnungen; Länge 315 m, Breite 21 m                                                                                       | 53° 53′ 5,3″ N, 30° 18′ 40,4″ O  |
|                   | Dneprbrücke Bychau           |                   | Bychau Быхаў                                       | Straße            | 1964              | Stahlbeton-Balkenbrücke; Länge 374 m, Straße P 120                                                                                               | 53° 31′ 6,7″ N, 30° 16′ 10″ O    |
|                   | Dniaprobrücke Rahatschou     |                   | Rahatschou Рагачоў                                 | Straße            | 2021              | Zweispurige Brücke; Fachwerkträger von 1959 wurde 2021 durch Stabbogenbrücke ersetzt; Länge 447 m                                                | 53° 4′ 27″ N, 30° 3′ 30″ O       |
|                   | Südbrücke (im Bau)           |                   | Rahatschou Рагачоў                                 | Straße            |                   | Baustelle | 53° 4′ 1,1″ N, 30° 3′ 7,9″ O     |
|                   | Autobahnbrücke M 5           |                   | bei Lyebyadzyowka Лебядзёўка nördlich von Schlobin | Straße            | 2016              | Zwei getrennte Brücken mit je zwei Fahrstreifen; Länge 448 m. Erste Brücke um 1970, zweite Brücke 2016.                                          | 52° 55′ 41,2″ N, 30° 2′ 43″ O    |
|                   | Eisenbahnbrücke Schlobin     |                   | Schlobin Жло́бін                                    | Schiene           |                   | Fachwerkbrücke mit 3 Feldern auf der Strecke Gomel – Mahiljou – Moskau; Länge 255 m, Höhe über dem Fluss 20 m                                    | 52° 53′ 20,1″ N, 30° 3′ 38″ O    |
|                   | Eisenbahnbrücke Schlobin-Süd |                   | Schlobin Жло́бін                                    | Schiene           |                   | Fachwerkbrücke mit 4 Feldern; Länge 310 m | 52° 51′ 50,3″ N, 30° 4′ 20″ O    |
|                   | Eisenbahnbrücke Retschyza    |                   | Retschyza Рэчыца                                   | Schiene           |                   | Fachwerkbrücke mit vier Feldern auf der Strecke Brest – Gomel – Moskau; Länge 337 m, Breite 6,7 m, Höhe über dem Fluss 10 m                      | 52° 21′ 33,5″ N, 30° 26′ 50″ O   |
|                   | Autobahnbrücke M 10          |                   | bei Retschyza Рэчыца                               | Straße            | 1958 1988         | Zwei parallele Brücken: 1958: Fachwerkbrücke; Länge 390 m, Breite 7 m, Höhe über dem Fluss 19 m. Notbetrieb seit 2017. 1988:Vollwandträgerbrücke | 52° 19′ 22″ N, 30° 31′ 33,5″ O   |

## Belarus – Ukraine
| Bild                                            | Name                                            | offizieller Name                                | Ort / Lage                                      | Verkehrsweg                                     | Eröffnung                                       | Anmerkung | Koordinaten                                     |
| Grenzfluss Belarus (Dnjepro) – Ukraine (Dnipro) | Grenzfluss Belarus (Dnjepro) – Ukraine (Dnipro) | Grenzfluss Belarus (Dnjepro) – Ukraine (Dnipro) | Grenzfluss Belarus (Dnjepro) – Ukraine (Dnipro) | Grenzfluss Belarus (Dnjepro) – Ukraine (Dnipro) | Grenzfluss Belarus (Dnjepro) – Ukraine (Dnipro) | Grenzfluss Belarus (Dnjepro) – Ukraine (Dnipro)                                                                                         | Grenzfluss Belarus (Dnjepro) – Ukraine (Dnipro) |
| ----------------------------------------------- | ----------------------------------------------- | ----------------------------------------------- | ----------------------------------------------- | ----------------------------------------------- | ----------------------------------------------- | --- | ----------------------------------------------- |
|                                                 | Eisenbahnbrücke Nedantschytschi                 |                                                 | Nedantschytschi Неданчичі                       | Schiene                                         | 1930                                            | Strecke Prypjat – Nedantschytschi – Slawutytsch – Tschernihiw Fachwerkbrücke, 6 Felder; Länge 786 m, Breite 8 m, Höhe über Wasser 12 m. | 51° 29′ 58,4″ N, 30° 35′ 6,1″ O                 |
|                                                 | Straßenbrücke Slawutytsch                       |                                                 | Slawutytsch Славутич                            | Straße                                          | ~1987                                           | An der Straße Tschernobyl – Tschernihiw (P35 – P-56)                                                                                    | 51° 23′ 37,8″ N, 30° 38′ 24,5″ O                |

## Ukraine
| Bild                             | Name                           | offizieller Name                                                  | Ort / Lage                                     | Verkehrsweg      | Eröffnung        | Anmerkung | Koordinaten                      |
| Ukraine (Dnipro)                 | Ukraine (Dnipro)               | Ukraine (Dnipro)                                                  | Ukraine (Dnipro)                               | Ukraine (Dnipro) | Ukraine (Dnipro) | Ukraine (Dnipro) | Ukraine (Dnipro)                 |
| Kiewer Meer                      | Kiewer Meer                    | Kiewer Meer                                                       | Kiewer Meer                                    | Kiewer Meer      | Kiewer Meer      | Kiewer Meer | Kiewer Meer                      |
| -------------------------------- | ------------------------------ | ----------------------------------------------------------------- | ---------------------------------------------- | ---------------- | ---------------- | --- | -------------------------------- |
|                                  | Wasserkraftwerk Kiew           | Київська ГЕС                                                      | Wyschhorod                                     |                  | 1968             | | 50° 35′ 19″ N, 30° 30′ 42″ O     |
|                                  | Nordbrücke                     | Північний міст                                                    | Kiew                                           | Straße           | 1976             | Schrägseilbrücke über Dnepr; Länge 742 m + Balkenbrücke über den Flussarm Desenka (Chortori); Länge 732 m                                                       | 50° 29′ 27″ N, 30° 32′ 8,6″ O    |
|                                  | Rybalskyj-Eisenbahnbrücke      | Рибальський залізничний міст                                      | Kiew                                           | Schiene          | 1917             | Fachwerkbrücke; Länge 1430 m. 1929 und 1945 wieder aufgebaut.                                                                                                   | 50° 29′ 1,5″ N, 30° 32′ 32,1″ O  |
|                                  | Podilbrücke                    | Подільський мостовий перехід                                      | Kiew                                           | Straße, Schiene  | im Bau           | Bogenbrücke; Länge 484 m; Teil eines 7,4 km langen Straßenprojektes mit Brücken, Hochstraßen und Dämmen                                                         | 50° 28′ 22,1″ N, 30° 32′ 6,8″ O  |
|                                  | Parkbrücke                     | Парковий міст через Дніпро                                        | Kiew (vom Westufer auf die Truchaniw-Insel)    | Fußweg           | 1957             | Hängebrücke; Länge 429 m | 50° 27′ 24,4″ N, 30° 32′ 3,1″ O  |
|                                  | Metrobrücke                    | Міст Метро                                                        | Kiew (vom Westufer auf die Wenezianskyj-Insel) | Straße, Schiene  | 1965             | Metro- und Straßenbrücke, Betonbogenbrücke; Länge 683 m | 50° 26′ 33,9″ N, 30° 33′ 51,8″ O |
|                                  | Paton-Brücke                   | Міст Патона                                                       | Kiew                                           | Straße           | 1953             | Geschweißte Balkenbrücke; Länge 1543 m | 50° 25′ 35,2″ N, 30° 34′ 44″ O   |
|                                  | Darnyzkyj-Eisenbahnbrücke      | Дарницький міст                                                   | Kiew                                           | Eisenbahn        | 1951             | Nachfolgerin der Struwe-Eisenbahnbrücke (1870); im 2. WK zerstört. Fachwerkbogenbrücke; Länge 1114 m                                                            | 50° 24′ 58″ N, 30° 35′ 11″ O     |
|                                  | Neue Darnyzkyj-Brücke          | Залізни́чно-автомобі́льний мостови́й перехі́д / Новий Дарницький міст | Kiew                                           | Straße, Schiene  | 2011             | Stählerne Bogenbrücke, 2 Gleise + 6 Fahrspuren; Länge 1100 m | 50° 24′ 57,3″ N, 30° 35′ 9,5″ O  |
|                                  | Südbrücke                      | Південний міст                                                    | Kiew                                           | Straße           | 1983             | Schrägseilbrücke, 2 Gleise + 6 Fahrspuren; Länge 1260 m | 50° 23′ 41,4″ N, 30° 35′ 19,3″ O |
| Kaniwer Stausee                  |                                |                                                                   |                                                |                  |                  | |                                  |
|                                  | Wasserkraftwerk Kaniw          | Канівська ГЕС                                                     | Kaniw                                          |                  | 1975             | | 49° 45′ 58″ N, 31° 28′ 17″ O     |
|                                  | Tscherkassy-Brücke             |                                                                   | Tscherkassy                                    | Straße, Schiene  | 1960             | Fachwerkbrücke; Länge 1174 m. Teil eines ca. 13 km langen Damms über den Krementschuker Stausee                                                                 | 49° 28′ 46,2″ N, 32° 2′ 23,7″ O  |
| Krementschuker Stausee           |                                |                                                                   |                                                |                  |                  | |                                  |
|                                  | Wasserkraftwerk Krementschuk   | Кременчуцька ГЕС                                                  | Switlowodsk                                    | Straße, Schiene  | 1960             | | 49° 4′ 39″ N, 33° 15′ 2″ O       |
|                                  | Krjukiw-Brücke                 | Крюківський міст                                                  | Krementschuk                                   | Straße, Schiene  | 1949             | 1872 erstmals erbaute Gitterträgerbrücke; im 2. WK zerstört. 1949 wiederaufgebaut als Fachwerk-Doppelstockbrücke, Hubbrücke; Länge 962 m + Rampen.              | 49° 3′ 10,5″ N, 33° 25′ 25,2″ O  |
| Kamjansker Stausee               |                                |                                                                   |                                                |                  |                  | |                                  |
|                                  | Wasserkraftwerk Kamjanske      | Кременчуцька ГЕС                                                  | Kamjanske                                      | Straße, Schiene  | 1964             | | 48° 33′ 0″ N, 34° 32′ 31″ O      |
|                                  | Liwobereschnyj Dneprbrücke     | Лівобережний міст                                                 | Kamjanske                                      | Straße           | 1996             | | 48° 32′ 20,2″ N, 34° 35′ 54,1″ O |
|                                  | Kaidakbrücke                   | Кайдацький міст                                                   | Dnipro                                         | Straße, Schiene  | 1982             | | 48° 29′ 52,2″ N, 34° 57′ 55,6″ O |
|                                  | (Alte) Amurbrücke              | Амурський (Старий) міст                                           | Dnipro                                         | Straße, Schiene  | 1884             | 1884 erstmals erbaute Fachwerkbrücke; im 2. WK zerstört. 1955 wiederaufgebaut als Fachwerk-Doppelstockbrücke, Hubbrücke; Länge 1395 m.                          | 48° 29′ 12,3″ N, 35° 1′ 37,2″ O  |
|                                  | (Neue) Zentrale Brücke         | Центральний (Новий) міст                                          | Dnipro                                         | Straße           | 1966             | | 48° 28′ 37,3″ N, 35° 3′ 23,5″ O  |
|                                  | Merefa-Cherson-Brücke          | Миколаївський ланцюговий міст                                     | Dnipro                                         | Schiene          | 1932             | Stahlbeton-Bogenbrücke mit 2 großen und 31 kleineren Bögen; Länge 1610 m                                                                                        | 48° 28′ 3,7″ N, 35° 5′ 0,2″ O    |
|                                  | Südbrücke                      | Підвенний міст                                                    | Dnipro                                         | Straße           | 2000             | | 48° 24′ 38,5″ N, 35° 5′ 48,4″ O  |
| Saporischschja-Stausee           |                                |                                                                   |                                                |                  |                  | |                                  |
|                                  | DniproHES                      | Дніпровська ГЕС                                                   | Saporischschja                                 | Straße           | 1932             | | 47° 52′ 9″ N, 35° 5′ 13″ O       |
|                                  | Bogenbrücke von Saporischschja | Арковий міст у Запоріжжі                                          | Saporischschja                                 | Straße           | 1974             | Stählerne Bogenbrücke; Länge 320 m | 47° 51′ 42″ N, 35° 3′ 44″ O      |
|                                  | Preobraschenski-Brücken        | Мости Преображенського                                            | Saporischschja                                 | Schiene, Straße  | 1952             | Nachfolger der im 2. WK zerstörten Streletzky-Brücken. Zwei Betonbogen-Doppelstockbrücken mit vier bzw. einem Bogen über die Dnepr-Arme; Länge 738 m bzw. 389 m | 47° 50′ 43″ N, 35° 5′ 0″ O       |
|                                  | Schrägseilbrücke               | Вантовий міст                                                     | Saporischschja                                 | Straße           | im Bau           | Schrägseilbrücke | 47° 50′ 43″ N, 35° 5′ 0″ O       |
| Kachowkaer Stausee (ausgelaufen) |                                |                                                                   |                                                |                  |                  | |                                  |
|                                  | Kachowka HES                   | Каховська ГідроЕлектроСтанція                                     | Nowa Kachowka                                  |                  | 1955             | Am 6. Juni 2023 im Zuge der russischen Invasion in der Ukraine zerstört.                                                                                        | 46° 46′ 41″ N, 33° 22′ 13″ O     |
|                                  | Antoniwka-Eisenbahnbrücke      | Антонівський залізничний міст                                     | Cherson                                        | Schiene          | 1954             | Fachwerkträgerbrücke; Länge 516 m + ca. 1350 m Vorlandbrücke. Im November 2022 beim Rückzug der russischen Truppen gesprengt.                                   | 46° 40′ 32,3″ N, 32° 47′ 47,1″ O |
|                                  | Antoniwkabrücke                | Антонівський міст                                                 | Cherson                                        | Straße           | 1985             | Überführt M 17. Vierspurige Stahlbeton-Plattenbalkenbrücke; Länge 1366 m. Im November 2022 beim Rückzug der russischen Truppen gesprengt.                       | 46° 40′ 9,2″ N, 32° 43′ 13″ O    |
|                                  |                                |                                                                   |                                                |                  |                  | |                                  |